# 대한제국의 만주 침공
대한제국의 만주 침공은 대한제국이 만주(중국 동북부, 당시 청나라 영토)를 침공한 사건이다. 1902년 8월 11일 고종이 이범윤을 간도 시찰원으로 파견하면서 본격적으로 시작되었다. 결과적으로 근대식 무기로 무장한 대한제국의 승리로 끝났고, 1909년 일본이 간도 협약을 체결할 때까지 간도에 대한 통제권을 얻는 데 성공한다.

## 배경
1860년대부터 함경도 지역 조선인들이 기근을 피해 간도로 이주했다. 1885년과 1887년에는 청나라와 조선이 국경에서 회담을 가졌다. 청나라에서는 간도에 거주하는 조선인들을 추방하고자 하였다. 그러나 이번 양국 정부 회담은 간도 문제 해결에 실패했다.
대한제국 선포 이후 간도를 둘러싼 투쟁은 더욱 격화되었다. 제국신문, 통일신문 등 일부 신문에서는 다시 민족과 영토 문제를 다루었다. 함경북도 관찰자 조촌우는 토문강이 증산을 지나 송화강으로 흘러 들어가므로 토문강 동쪽과 증산 이남 지역은 우리 땅에 속했다고 보고했다.

## 침략
의화단의 난 당시 러시아군이 만주를 점령하자 대한제국은 이를 청나라와의 국경 분쟁을 해결할 기회로 여겼다. 1901년부터 대한제국은 간도를 장악할 준비를 하였다. 1901년에는 대한제국의 장군 이학균, 주한 외교관 샌즈, 페이외 대위가 간도를 관찰하기 위해 파견되었다. 프랑스 특사 빅토르 콜랭 드 플랑시는 대한제국 정부가 간도 주민들에게 세금을 부과하면 이익을 얻을 것이며 관리들을 파견하면 일자리와 영향력이 증가할 것이라고 보고했다. 그는 또한 러시아 공사관이 러시아 영토를 잃을 수 있기 때문에 침공에 반대했다고 보고했다.
1901년 3월에는 간도 관할 경찰서가 설립되었으며 1906년까지 유지되었다. 간도에는 경찰 200명이 배치되었다. 경찰서는 간도를 북간도, 정성간도, 회룡간도, 무산간도, 경원간도 등 5개 구역으로 나누었다.  1902년 대한제국은 간도에 대한 통제를 강화하기 위해 이범윤을 참관인으로 파견했다. 1903년 대한제국 정부는 대한제국군 소속이 아닌 이범윤 장군을 간도 감시자로 파견하여 간도를 침공하였다. 이 과정에서 대한제국은 두만강 이남에 진위대를 설립했다. 대한제국은 경찰을 종승에 150명, 무산군에 200명, 회령군에 200명, 종승에 100명, 온성군에 100명, 경원군에 50명의 대대를 파견했다. 진위대의 국경 방어가 너무 삼엄해 청나라 관리들이 한국인들을 통제할 수 없었다. 간도에 경찰이 주둔하면서 진위대의 목적은 국경수비로 바뀌었다.
무력 없이는 한국인들을 지킬 수 없다는 것을 깨달은 이범윤 장군은 의병과 대한제국군으로 구성된 민병대인 사포대를 창설했다. 1904년 주한 일본대사관은 간도를 청나라 영토로 명시적으로 기록한 문서가 없다고 한국 정부에 보고했다. 1903년 9월부터 이범윤 장군은 봉천(현 심양), 만주, 길림, 간도 사이에 대규모 참호를 파고 군대를 키우기 시작했다. 그는 러시아 교관을 고용해 군대를 훈련시켰고 서울에서 소총 500정을 구입했다.  대한제국 정부는 간도를 장악하려는 고종의 뜻과 이용익의 지지에 따라 사포대를 지원했다. 청나라 관리에 따르면 대한제국군의 폭력은 다음과 같았다. 1903년 9월 4일, 1000명의 대한제국군이 압록강을 건넜다. 이들은 압록강 건너 청나라 땅을 불태우고 약탈했다. 1903년 10월 2일, 700~800명의 대한제국군이 린장 현청에 침입했다.  청나라와의 추가 충돌을 피하기 위해 대한제국 정부는 1904년 이범윤 장군을 소환했다. 이범윤 장군은 대한제국 정부의 명령을 거부하고 대신 군대를 연해주로 이끌고 그곳에서 최재형, 안중근 등 많은 독립운동가들과 합류했다.

## 여파
이로써 간도를 대한제국의 영토로 여기는 시각이 제기되었다. 1907년에는 간도가 대한제국 영토로 표시된 지도가 발행되었다. 그러나 20세기 초 일본 제국은 대한제국에 대한 지배력을 점점 더 강화했고, 1905년 한일조약으로 대한제국의 외교 주권이 박탈되면서, 대한제국의 외교에 관한 전권이 일본 외무부에 이양되었다.
서울대 이태진 교수는 러일전쟁에서 일본과 러시아가 싸우고 있었고, 사포대가 간도를 방어하기 위해 러시아와 함께 싸웠기 때문에 한국인들은 일본의 간섭을 침략으로 간주했다고 주장했다. 1909년 청나라와 일본이 간도 조약을 체결하면서 간도 분쟁이 종결되었고, 간도는 다시 청나라의 영토가 되었다. 이듬해 1910년 한일병합조약으로 한국은 일본에 합병되었다.

## 같이 보기
- 복서의 반란
- 대한제국의 군사
  - 진위대
- 간도

## 관련 문헌
- 유병호 (2002). “在滿韓人의 國籍問題 硏究(1881~1911) = (A)study on the issues of nationality concerning Korean people in Manchu territory, 1881-1911”. 《중앙대학교 대학원: 사학과 한국사전공 2002》.

- 이명종 (2013). “대한제국기 간도영토론의 등장과 종식”. 《한양대학교 동아시아문화연구소》.